# Руй (соус)

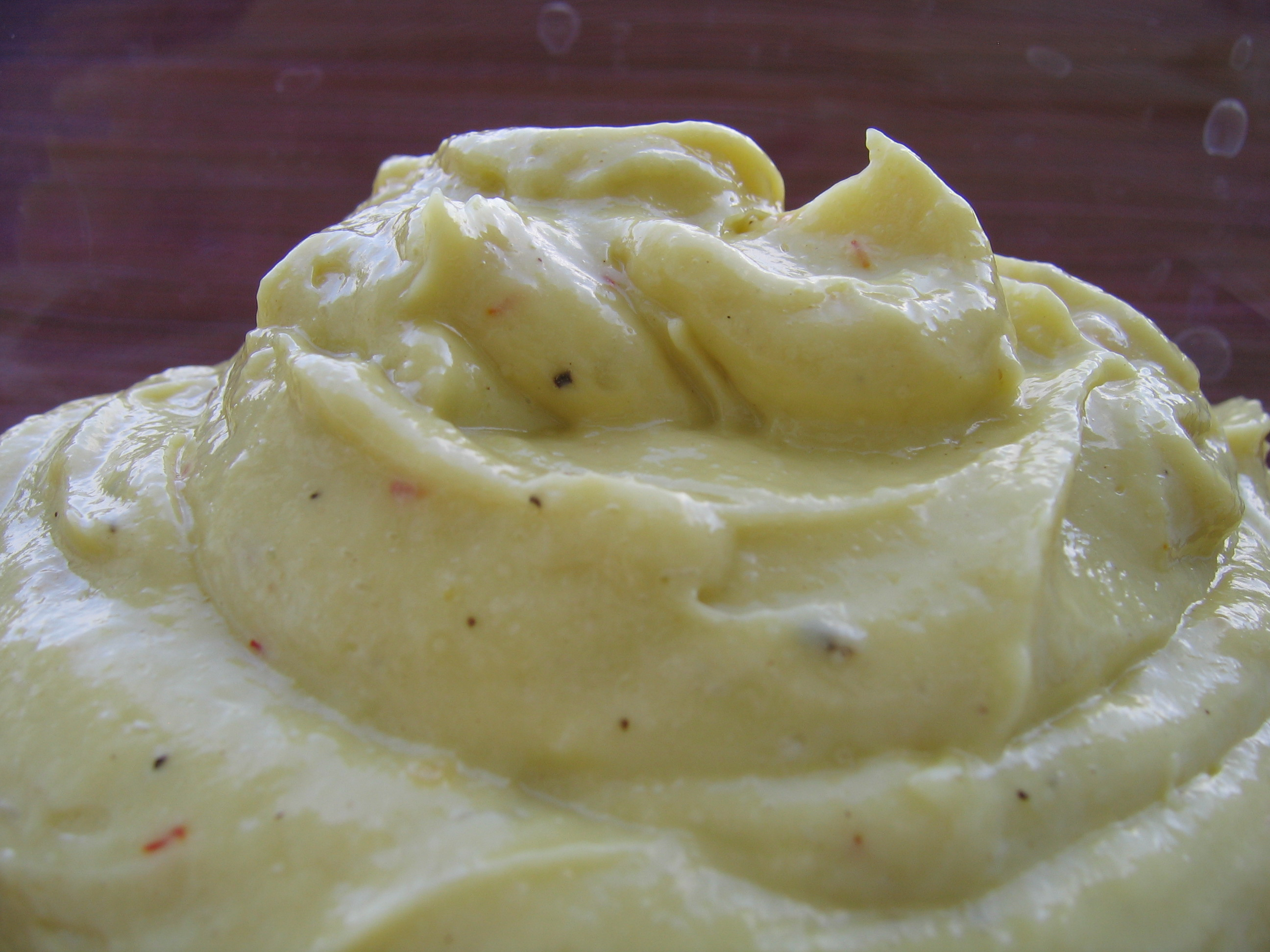
Соус руй

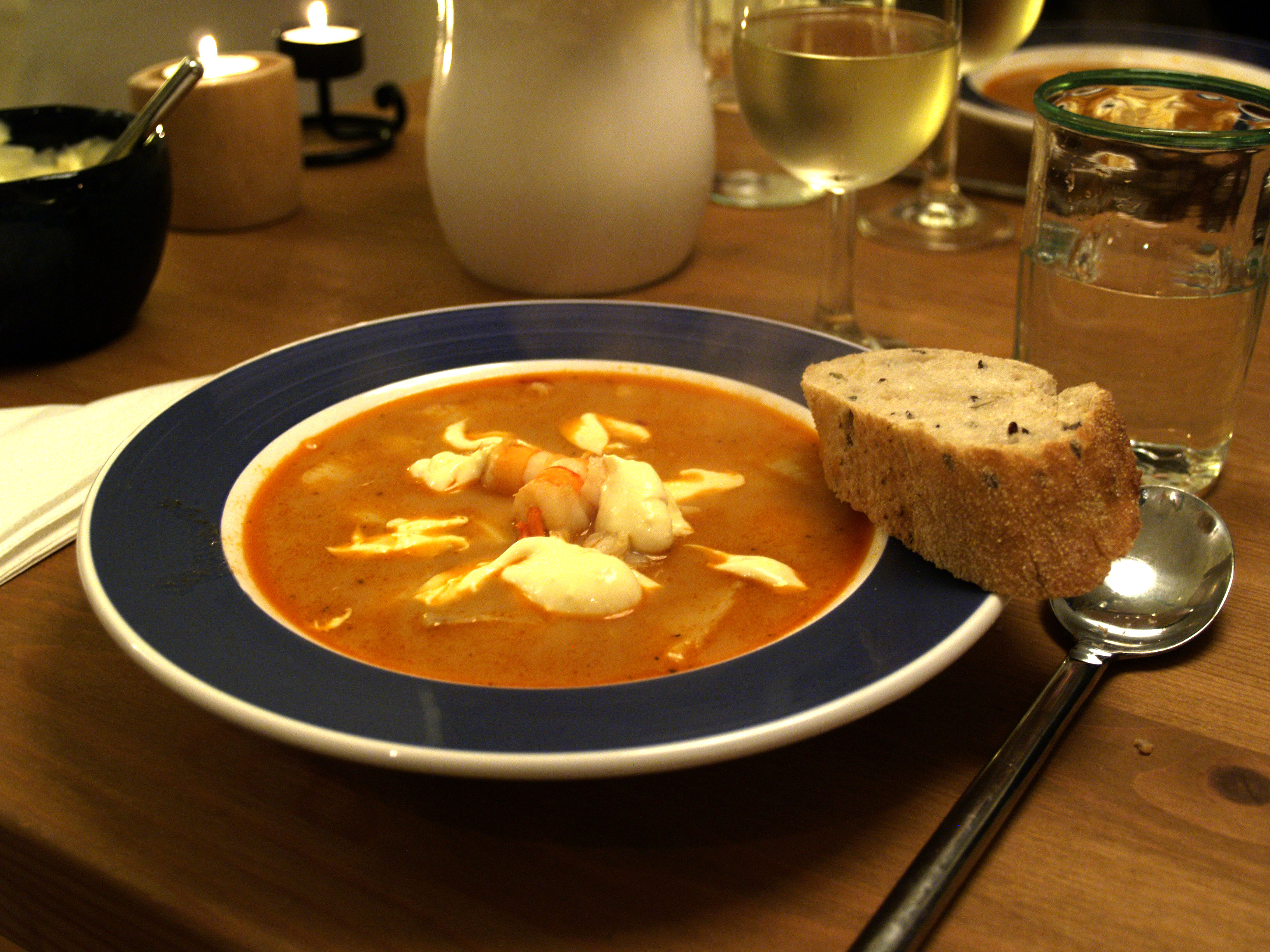
Буйабес с гренками и соусом руй

Руй (фр. Rouille, [ʁuj]) — прованский густой чесночный соус для рыбных блюд, важная составляющая подачи супа буйабес. Название соуса в переводе с французского означает ржавчина, так как, приготовленный по традиционному рецепту, он имеет красно-коричневый цвет.

## Состав
Существует несколько разновидностей соуса (марсельский, из Ниццы). Основные ингредиенты:
- Оливковое масло
- Чеснок
- Шафран
- Кайенский перец или перец чили
- Яичный желток
- Морская соль

В зависимости от предпочтений повара в рецепт соуса может входить широкий спектр приправ: паприка, чёрный молотый перец, дижонская горчица, лимонный сок, белое вино, базилик, цедра апельсина и т. д.
Для придания пастообразной консистенции в соус добавляют хлебный мякиш, панировочные сухари или картофельное пюре. Подают к рыбным блюдам вместе с крутонами.